# Diagrama de bandes

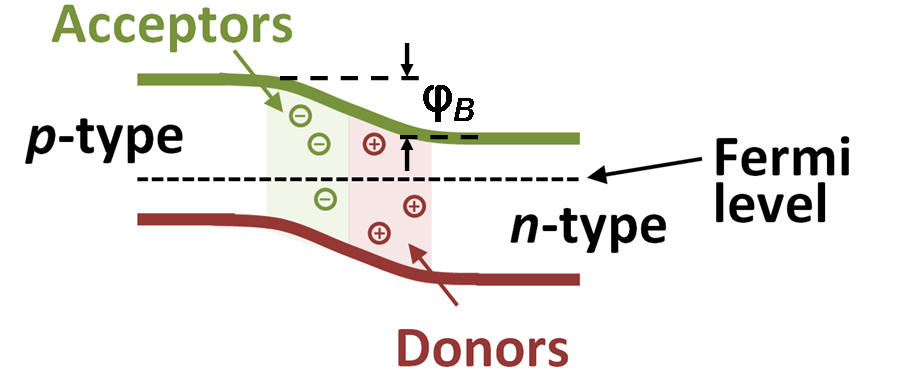
Diagrama de bandes per a la unió p–n en equilibri. La regió d'esgotament està ombrejada. φ _{B} indica un desplaçament de banda per a forats i nivells de càrrega. Vegeu el díode P–n.

En la física de l'estat sòlid dels semiconductors, un diagrama de bandes és un diagrama que representa diversos nivells clau d'energia electrònica (nivell de Fermi i vores de banda d'energia propera) en funció d'alguna dimensió espacial, que sovint es denota x. Aquests diagrames ajuden a explicar el funcionament de molts tipus de dispositius semiconductors i a visualitzar com canvien les bandes amb la posició (flexió de bandes). Les bandes poden ser de colors per distingir el farciment de nivell.

El funcionament intern d'un díode emissor de llum, que mostra el circuit (a dalt) i el diagrama de bandes quan s'aplica una tensió de polarització (a baix).

Un diagrama de bandes no s'ha de confondre amb un diagrama d'estructura de bandes. Tant en un diagrama de bandes com en un diagrama d'estructura de bandes, l'eix vertical correspon a l'energia d'un electró. La diferència és que en un diagrama d'estructura de bandes, l'eix horitzontal representa el vector d'ona d'un electró en un material infinitament gran i homogeni (un cristall o buit), mentre que en un diagrama de bandes l'eix horitzontal representa la posició a l'espai, que passa generalment per múltiples. materials.
Com que un diagrama de bandes mostra els canvis en l'estructura de bandes d'un lloc a un altre, la resolució d'un diagrama de bandes està limitada pel principi d'incertesa de Heisenberg: l'estructura de bandes es basa en el moment, que només es defineix amb precisió per a escales de gran longitud. Per aquest motiu, el diagrama de bandes només pot representar amb precisió l'evolució de les estructures de bandes a escales llargues i té dificultats per mostrar la imatge microscòpica de les interfícies nítides a escala atòmica entre diferents materials (o entre un material i el buit). Normalment, una interfície s'ha de representar com una "caixa negra", encara que els seus efectes a llarga distància es poden mostrar al diagrama de bandes com a flexió asimptòtica de la banda.